# اونو لام
اونو لام (سوئدی: Uno Lamm; ۲۲ مهٔ ۱۹۰۴ – ۱ ژوئن ۱۹۸۹) مخترع، و مهندس برق اهل سوئد بود. از او به عنوان «پدر جریان ولتاژ مستقیم» یاد می‌شود. در طول فعالیت خود، لام ۱۵۰ ثبت اختراع به دست آورد و حدود ۸۰ مقاله فنی نوشت. در سال ۱۹۸۰ مؤسسه مهندسان برق و الکترونیک برای همکاری در زمینه مهندسی برق با ولتاژ بالا جایزه‌ای به نام او بنیان نهاد.